# Олдвич
О́лдвич (англ. Aldwych [ˈɔːldwɪtʃ]) — небольшая улица в центре Лондона, в округе Вестминстер.
Начинается и заканчивается на Стрэнде, огибает с севера Буш-хаус, который своей южной стороной выходит на Стрэнд. В средней части, с севера с ней соединяется улица Кингсвэй. Длина улицы составляет 1 км.

## История

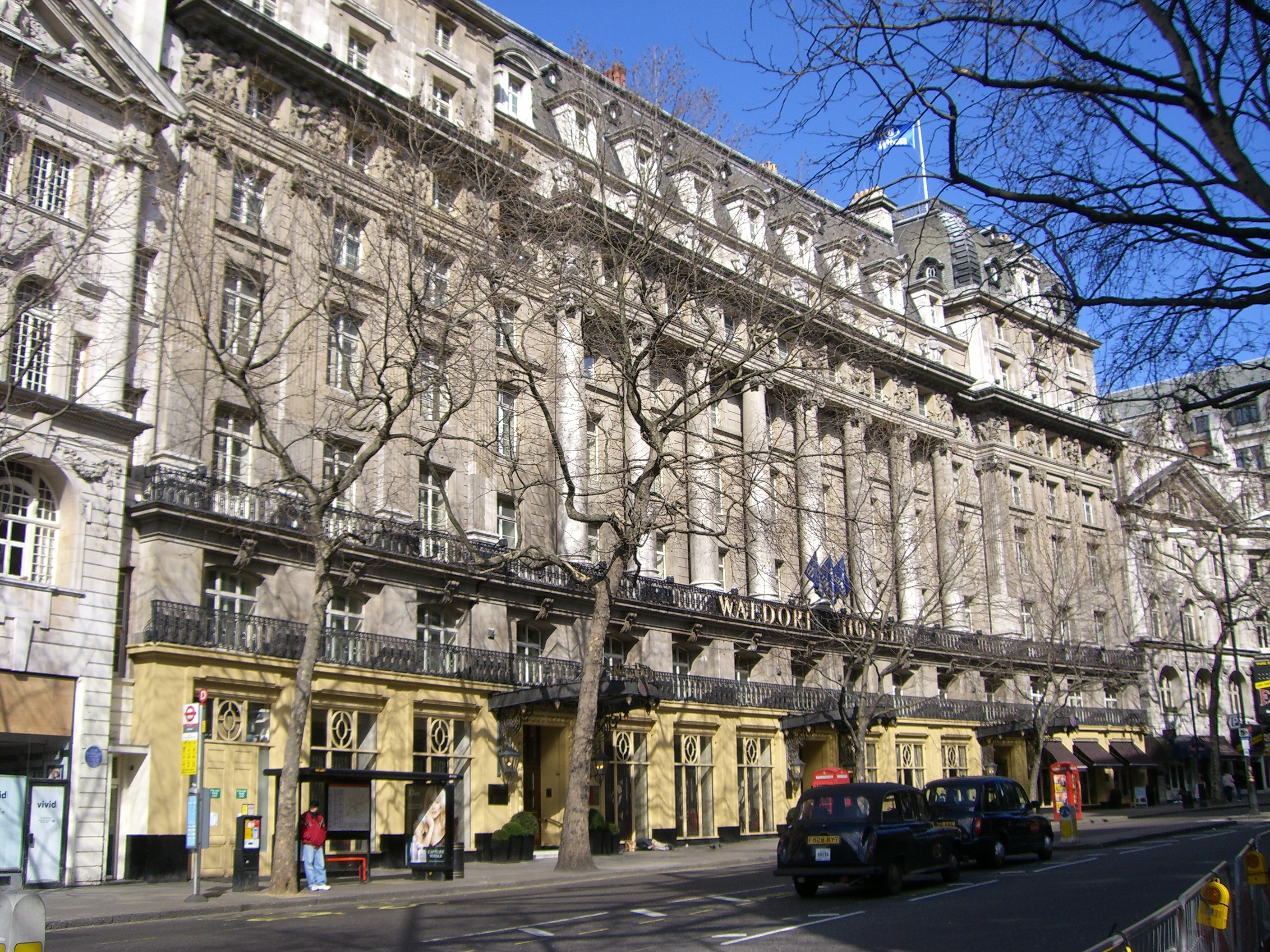
Отель Уолдорф Хилтон на Олдвич

В VII веке англо-саксонский торговый центр (др.-англ. Lundenwic) был открыт, примерно, в миле к западу от Лондиниума, примерно на месте улицы Олдич. Вероятно, здесь, в устье реки Флит, швартовался флот, торговые суда и рыбацкие лодки. Подтверждается это археологическими исследованиями данного места, которые проводились в начале строительных работ на улице.
Альфред Великий построил укрепления в Лондоне, в конце IX века, и старое место Лондиниума стало называться Лунденбурх (др.-англ. Lundenburh), а Лунденвик переименован в Эалдвик (др.-англ. Ealdwic, означает «старый рынок»). В 1211 году название записывалось как среднеангл. Aldewich.
В 1888 году улица была перестроена и сокращена.
Современная улица Олдвич появилась в начале двадцатого века. Тогда же были построены такие здания как Дом Австралии (1912—1913 годы) и Буш-хаус (1925). В 1905 году напротив церкви Святого Клемента (восточная часть улицы Олдвич) был установлен памятник премьер-министру Уильяму Гладстоуну.

### Происхождение названия
Своё название улица получила от древнеанглийских слов eald и wic, означающих «старое поселение».

## Примечательные здания и сооружения
На этой короткой улице расположены следующие здания:
- Отель Уолдорф Хилтон[англ.]
- Дом Индии[англ.]
- Дом Австралии[англ.]
- Театр Олдвич
- Театр Новелло[англ.]
- Буш-хаус — штаб-квартира всемирной службы новостей BBC
- Центриум (англ. Centrium), бывший Дом телевидения[англ.]
- Здания Лондонской школы экономики и политических наук: Connaught House, Columbia House, Aldwych House, and Clement House.

## Транспорт
Ближайшее метро — станция Олдвич, англ. Aldwych tube station.